# 米哈伊尔·楚马科夫

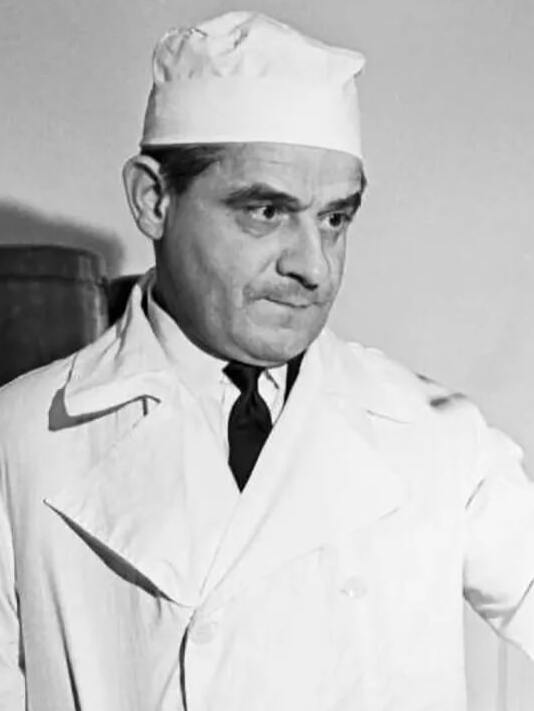
1962

米哈伊尔·彼得罗维奇·楚马科夫（俄语：Михаи́л Петро́вич Чумако́в；1909年11月14日—1993年6月11日），苏联微生物学家、病毒学家，曾在苏联对阿尔伯特·沙宾研发的口服脊髓灰质炎疫苗（OPV）进行了关键性的大规模接种试验，参与人数上千万，是历史上最大规模的脊髓灰质炎疫苗接种试验。

## 生平
楚马科夫1931年毕业于莫斯科国立大学医学院。1937年，他参与了苏联远东地区的科学远征，并和同事发现了森林脑炎的致病机制，并分离了病毒。1941年，他为此获得了“一级科学技术苏联国家奖”。
1950年，楚马科夫成为莫斯科伊万诺夫斯基病毒研究所（Ivanovsky Institute of Virology）所长。1955年，他在莫斯科附近组建了一所研究脊髓灰质炎的研究所。此后，在冷战期间，他与美国医学家阿尔伯特·沙宾进行了长期合作，并于1958-59年在苏联对沙宾的口服脊髓灰质炎疫苗（OPV）进行了首次大规模临床试验。1959年的前5个月，1000万苏联儿童接受了沙宾的口服疫苗，试验获得成功。
截止1959年底，苏联14个成员国的超1500万人接种了沙宾的疫苗，成为历史上最大规模的脊髓灰质炎疫苗接种试验。1959年12月16日，苏联卫生部发出指令，2个月大至20岁的所有居民需要在1960年7月前接种沙宾的疫苗，共计约7700万人。这使得苏联成为最早消灭脊髓灰质炎的国家。楚马科夫研究所生产的疫苗，此后出口到了60余个国家，对东欧和日本控制脊髓灰质炎大爆发起到了关键作用。1963年，楚马科夫获得列宁奖。
楚马科夫一生发表了超过960篇研究论文、学术文章及书籍。